# Дюверже, Брюно
Брюно Дюверже (фр. Bruno Duvergé) — французский политик, бывший депутат Национального собрания Франции.

## Биография
Родился 3 апреля 1957 года в городе Камбре (департамент Нор). Юность провел в поселке Бланжи-сюр-Тернуаз (департамент Па-де-Кале). Учился в Лионе — получил диплом инженера в Национальном институте прикладных наук (INSA), затем магистра в бизнес-школе EM Lyon. Работал в компании Hewlett-Packard.
Политическую карьеру начал в 2008 году, когда был избран мэром посёлка Амеленкур. На выборах в Национальное собрание в 2012 году был кандидатом партии Демократическое движение по 1-му избирательному округу департамента Па-де-Кале, занял 5-е место с 4,3 % голосов.
В 2015 году, в качестве кандидата от блока партий Союз демократов и независимых, Брюно Дюверже в паре с Эвелин Дромар был избран в Совет департамента Па-де-Кале от кантона Бапом. Во время избирательной кампании 2017 года партия  Демократическое движение отошла от Союз демократов и независимых и стала поддерживать движение "Вперед, Республика!" Эмманюэля Макрона. Брюно Дюверже стал единым кандидатом этого блока на выборах в Национальное собрание в 2017 году по 1-му избирательному округу департамента Па-де-Кале и одержал победу. Через месяц после этого он ушел в отставку с поста мэра Амеленкура, а в декабре 2017 года сдал мандат советника Совета департамента.
В Национальном собрании входил в состав Комиссии по устойчивому развитию до сентября 2019 года, после чего перешел в Комиссию по финансам, общей экономике и бюджетному контролю. В 2019 году он был автором отчета о препятствиях на пути энергетического перехода.
На выборах в Национальное собрание в 2022 году он вновь баллотировался в первом округе департамента Па-де-Кале от президентского большинства, но потерпел поражение от кандидата Национального объединения Эмманюэля Блери во втором туре, набрав 44,2 %.

## Занимаемые выборные должности
28.03.2008 — 17.07.2017 — мэр коммуны Амеленкур 

16.03.2008 — 29.03.2015 — член Генерального совета департамента Па-де-Кале от кантона Круазий

02.04.2015 — 12.2017  — член Совета департамента Па-де-Кале от кантона Бапом

21.06.2017 — 21.06.2022 — депутат Национального собрания Франции от 1-го избирательного округа департамента Па-де-Кале